# Nausharo

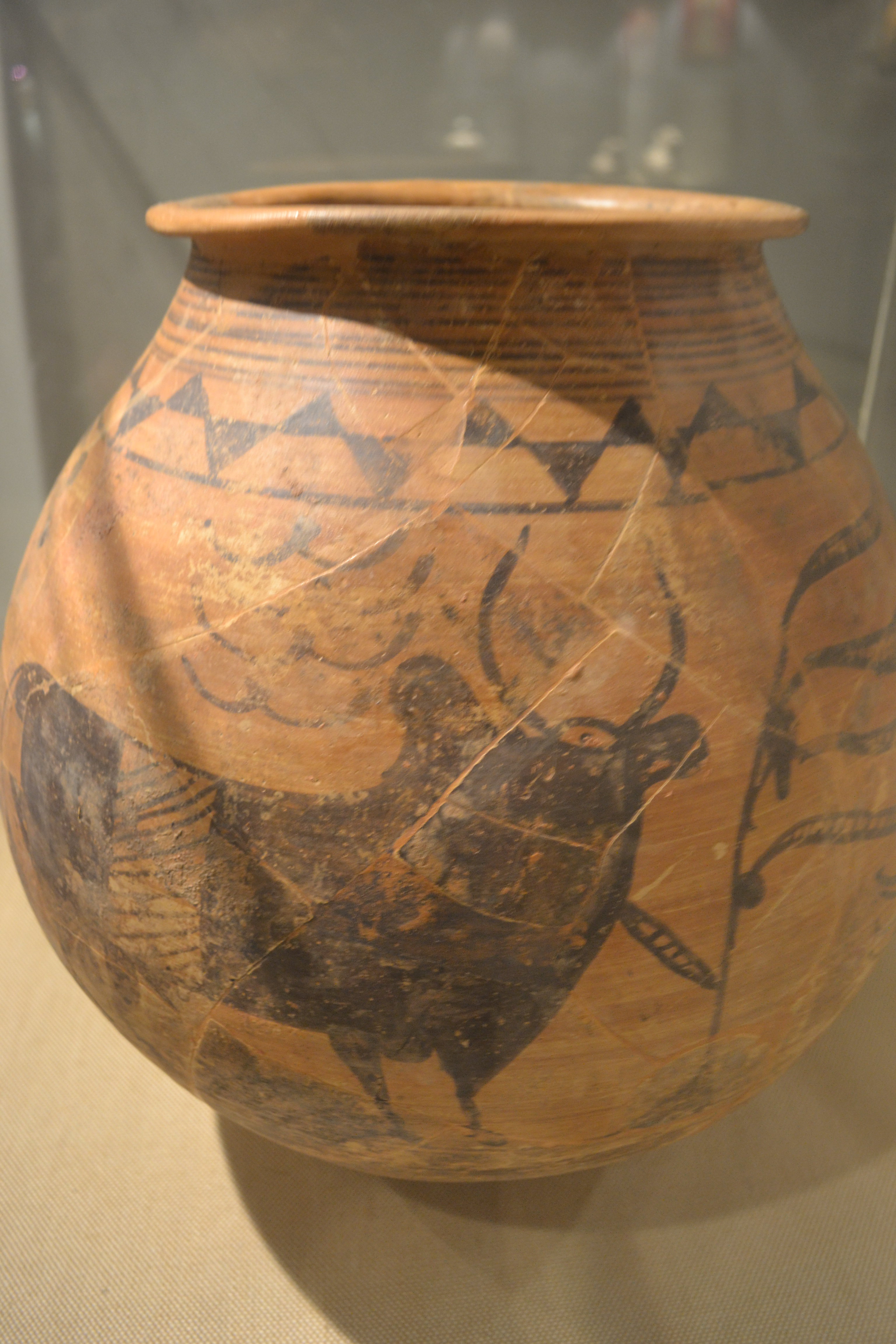
Słój ceramiczny z Nausharo

Nausharo – stanowisko archeologiczne należące do cywilizacji doliny Indusu, położone w Beludżystanie w środkowym Pakistanie. Pierwsze wykopaliska na tym stanowisko prowadził w latach 1985-1996 zespół francuskich archeologów, którym przewodził  Jean-François Jarrige. 
W niedalekiej odległości od Nausharo znajdują się dwa inne stanowiska archeologiczne kultury harappańskiej - Mehrgarh i Pirak.

## Wykopaliska
Podczas prowadzonych w Nausharo wykopalisk odsłonięto liczne pozostałości domostw identycznych do tych, jakie powstawały w tym samym czasie w oddalonym o 6 kilometrów Mehrgarh. Miasto było zamieszkane od około 3000 roku p.n.e. do około roku 1900 p.n.e., przy czym szybszy rozwój przypada na lata po 2550 roku p.n.e, co przypada na czas rozkwitu tzw. właściwej kultury harappańskiej, a także powolny upadek sąsiedniego, znacznie starszego Mehrgarhu i związany z tym wzrost znaczenia Nausharo.

### Warsztaty garncarskie
Odkrycie pracowni garncarskiej w Nausharo ujawniło wypalone i niewypalone kawałki ceramiki oraz nieobrobioną glinę, a także 12 ostrzy krzemiennych lub fragmentów ostrzy. Ostrza wykazywały ślady użytkowania, które wskazują na ich wykorzystanie do strugania gliny podczas kształtowania ceramiki na kole garncarskim. Odnalezione ostrza porównano z eksperymentalnie wyprodukowanymi replikami ostrzy używanymi do różnych innych czynności, takich jak zbiór i przetwarzanie roślin, obróbka skór i ręczne kształtowanie gliny; jednak ślady użytkowania były prawie identyczne z wydobytymi ostrzami tylko wtedy, gdy były używane przy kole garncarskim do kształtowania glinianych garnków. Istotne było również odkrycie śladów miedzi znalezionych na ostrzach dwóch ostrzy zbadanych za pomocą skaningowego mikroskopu elektronowego i analizy rentgenowskiej.

## Chronologia
Początek właściwej bądź dojrzałej kultury harappańskiej przypada na lata 2600 p.n.e. - 2450 p.n.e., kiedy w sąsiednim do Nausharo Mehrgarhu trwa właśnie okres schyłkowy, nazywany okresem Mehrgarh VII (2600 p.n.e. - 2000 p.n.e.). W tych latach w Nausharo wyróżniamy okresy I oraz II.
Po roku 2600 p.n.e. dochodzi do prawie całkowitego wyludnienia Mehrgarhu na rzecz Nausharo, które staje się miastem większym i silniej ufortyfikowanym. Historyk Michael Wood sugeruje, że doszło do tego około 2500 roku p.n.e..
Według Jarrige, okres I w dziejach Nausharu odpowiada okresowi schyłkowemu Mehrgarh VII, zaś okresy II oraz III odpowiadają rozwojowi dojrzałej kultury harappańskiej.
Bardziej szczegółowo dzieje stanowiska archeologicznego Nausharo dzieli się następujące okresy:
- Okres IA - 2900-2800 p.n.e.
- Okres IB - 2800-2700 p.n.e.
- Okres IC - 2700-2600 p.n.e.
- Okres ID - 2600-2550 p.n.e. (początek rozwoju dojrzałej kultury harappańskiej, schyłek Mehrgarhu)
- Okres IIA - 2550-2300 p.n.e.
- Okres IIB - 2300-1900 p.n.e.
- Okres III - 1900-1800 p.n.e.